# Макфарланд (Калифорнија)
Макфарланд (енгл. McFarland) град је у америчкој савезној држави Калифорнија. По попису становништва из 2010. у њему је живело 12.707 становника.

## Демографија
Према попису становништва из 2010. у граду је живело 12.707 становника, што је 3.089 (32,1%) становника више него 2000. године.
| Група             | 2000.         | 2010.          |
| Белци             | 977 (10,2%)   | 743 (5,8%)     |
| Афроамериканци    | 307 (3,2%)    | 236 (1,9%)     |
| Азијати           | 66 (0,7%)     | 84 (0,7%)      |
| Хиспаноамериканци | 8.239 (85,7%) | 11.625 (91,5%) |
| Укупно            | 9.618         | 12.707         |